# John Levene
John Levene (* 24. Dezember 1941 in Salisbury, Wiltshire) ist ein englischer Schauspieler.

## Karriere
1967 spielte John Levene neben Patrick Troughton einen Cyberman und einen Yeti in den Folgen The Invasion und Web of Fear der britischen Fernsehserie Doctor Who. Der Regisseur Douglas Camfield sah ihn und castete ihn als Sergeant Benton, als Bentons ursprünglicher Darsteller gefeuert wurde. Bis 1975 stellte er Benton in 73 Folgen von Doctor Who dar.
1972 hatte er einen Auftritt in dem Film Go for a Take. 1973 war Levene in den Filmen Das Grab der lebenden Puppen (Dark Places) und Der Frosch (Psychomania) zu sehen. 1975
stellte er Adams in Vollmacht zum Mord (Permission to Kill) dar. 1987 war erneut als Sergeant Benton in dem Film Wartime zu sehen. Seit den 1990er Jahren betätigte er sich als Synchronsprecher und war nur noch in wenigen Filmen und Serien zu sehen. 2002 stellte er Bernie Shanks im Film Cannibalistic dar. 2010 war er ebenfalls als Bernie Shanks im Horrorfilm Satan Hates You zu sehen. 2013 sprach Levene Sergeant Benton erneut in dem Big Finish Hörspiel Council of War.

## Filmografie (Auswahl)
- 1965: Undermind (Fernsehserie, eine Folge)
- 1967: Task Force Police (Fernsehserie, 13 Folgen)
- 1967–1975: Doctor Who (Fernsehserie, 73 Folgen)
- 1972: Crazy Movie – Das große Lachen (Go for a Take)
- 1973: Das Grab der lebenden Puppen (Dark Places)
- 1972: Callan (Fernsehserie, 1 Folge)
- 1973: Der Frosch (Psychomania)
- 1975: Vollmacht zum Mord (Permission to Kill)
- 1987: Wartime
- 1997: Big Bad Beetleborgs (Fernsehserie, eine Folge)
- 2002: CanniBallistic!
- 2006: Automatons
- 2010: Satan Hates You